# Fermín Palacios

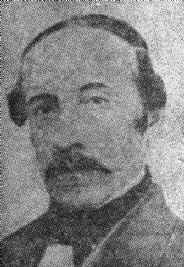
Fermín Palacios

Fermín Palacios Ulloa (* in San Salvador) war Präsident von El Salvador.
Am 1. Februar 1844 übernahm Palacios die Präsidentschaft von Juan José Guzmán als dessen Stellvertreter. In den sieben Tagen seiner Amtsführung entschied sich im Parlament eine Auseinandersetzung zugunsten von Francisco Malespín, welcher ihn am 7. Februar 1844 als Präsident ablöste. Malespins Stellvertreter wurde Joaquín Eufrasio Guzmán.
Als Francisco Malespín seinen Krieg gegen Morazán begann, wurde Joaquín Eufrasio Guzmán geschäftsführender Präsident. Am 16. Februar 1845 übergab Joaquín Eufrasio Guzmán die geschäftsführende Präsidentschaft an Fermín Palacios.
In dieser Amtszeit am 20. März 1845 kaufte die Regierung von El Salvador den Schoner „La veloz Salvadoreña“, ein Kriegsschiff unter dem Kommando von Juan Dheming.
Am 25. April 1845 übernahm wieder Joaquín Eufrasio Guzmán die Präsidentschaft.
Am 1. Februar 1846 übergibt Joaquín Eufrasio Guzmán die Präsidentschaft wieder an Fermín Palacios, welcher sie bis zur Amtsübernahme durch den gewählten Eugenio Aguilar am 21. Februar 1846 ausübte.
Entsprechend einer Festlegung von Eugenio Aguilar wurde Fermín Palacios am 12. Juli 1846 wieder geschäftsführender Präsident.
Einen Tag nach Amtsübernahme verfügte er den Ausnahmezustand. 1843 hatte Papst Gregor XVI. José Jorge Viteri y Ungo zum ersten Bischof von San Salvador ernannt. Jorge Viteri y Ungo vertrat kämpferisch die Positionen des Klerus, die durch die Partido Liberal in die Defensive gedrängt worden waren, was nach Darstellung der Regierung die Innere Sicherheit gefährdete. Am 21. Juli 1846 übernahm Eugenio Aguilar wieder die Präsidentschaft.